# Filopátor I
Filópator I (em grego: Φιλοπάτωρ; romaniz.: Philopátor) foi um rei cliente romano da Cilícia brevemente em 31-30 a.C. Foi o filho de Tarcondímoto I, e como seu pai apoiou Marco Antônio durante sua guerra civil com Otaviano. Após a vitória de Otaviano na batalha de Áccio em 31 a.C., e a morte de seu pai, ele rapidamente mudou de lado, mas Otaviano, no entanto, o depôs de seu reino.